# Assassinato de Henry Borel
O Caso Henry Borel refere-se ao assassinato do menino brasileiro Henry Medeiros Borel  (Rio de Janeiro, 3 de maio de 2016 – Rio de Janeiro, 8 de março de 2021), de quatro anos, ocorrido no dia 8 de março de 2021, em Jacarepaguá, Zona Oeste da cidade do Rio de Janeiro. O menino foi assassinado no apartamento onde morava a mãe Monique Medeiros e o padrasto, o médico e vereador Jairo Souza Santos Júnior, mais conhecido como Dr. Jairinho (sem partido), filho do ex-deputado estadual Coronel Jairo.
O caso gerou grande repercussão no Brasil, sendo muito assemelhado aos casos Isabella Nardoni, ocorrido 13 anos antes, e Bernardo Boldrini, ocorrido 7 anos antes. Também gerou interesse por quase quarenta países. Também motivou a criação da Lei Henry Borel, que trouxe maior rigor na punição envolvendo homicídios contra menores de catorze anos além de medidas protetivas específicas para crianças e adolescentes vítimas de violência doméstica.

## A vítima
Henry Borel Medeiros (Rio de Janeiro, 3 de maio de 2016 — Rio de Janeiro, 8 de março de 2021) era filho da professora Monique Medeiros da Costa e Silva e do engenheiro Leniel Borel de Almeida. Eles se conheceram no inicio de 2011 e se separaram em 2020. Em agosto do mesmo ano, Monique conheceu o Dr. Jairinho, indo morar com ele três meses depois, junto com Henry. Na mesma época, ela deixou de ser diretora de uma escola em Senador Camará, bairro da Zona Oeste do Rio de Janeiro para ser assessora no Tribunal de Contas do Município do Rio de Janeiro (TCM-RJ). Henry então foi matriculado na pré-escola do Colégio Marista São José, a quatro minutos do imóvel, passou a fazer outras atividades e, em fevereiro, a frequentar o consultório de uma psicóloga. Na delegacia, a profissional disse ter sido procurada por Monique diante da recusa do filho em ficar com ela em Jacarepaguá. Ao pai, o menino chegou a reclamar de "abraços fortes" dados pelo padrasto.

## Antecedentes
No primeiro fim de semana de março, Leniel buscou o filho, o levou na casa da avó materna, e brincou com ele em um parque de diversões. Às 19h20 do dia 7, devolveu a criança a Monique. Ela disse ter dado um banho em Henry e o colocado para dormir. Ela relatou também que a criança vomitou ao chegar, mas não estranhou o estado, por se tratar de algo normal quando o filho chorava muito. Segundo depoimento inicial de Monique, na madrugada de 8 de março, ela e Jairinho teriam ido assistir televisão no quarto de hóspedes, já que o menino estava dormindo no quarto do casal.

## Morte
Monique relatou que acordou de madrugada, pelas 3h30min, com o barulho da TV, tendo se levantado e ido ao quarto do filho, encontrando-o deitado no chão, com mãos e pés gelados e olhos revirados. De acordo com ela: "Quando abri a porta do quarto, vi ele deitado no chão. Peguei meu filho, botei em cima da cama. Estranhei. As mãos e os pés dele estavam muito geladinhos. Chamei o Jairinho. Ele enrolou meu filho numa manta e fomos ao hospital". As médicas do Hospital Barra D’Or, que atenderam o menino, garantiram à polícia que ele, levado pela professora e seu namorado, já chegara morto à unidade de saúde. As investigações que se seguiram mostraram, através das imagens da camêra do elevador que mostram Monique e Jairinho levando Henry ao hospital, que o menino ja estava morto ao deixar o apartamento do vereador. Um laudo posterior indicou que Henry tinha lesões no crânio, ferimentos internos e hematomas nos membros superiores. À TV Globo, nove peritos disseram que exames indicam que criança teve morte violenta.
No mesmo dia, Leniel, pai de Henry, foi a 16 DP registrar a ocorrência e prestou seu depoimento. 
Henry foi enterrado no dia 10 de março de 2021, no Cemitério do Murundu, em Padre Miguel, na zona oeste do Rio de Janeiro.

## Investigações
A polícia começou a investigar o caso a fim de saber se Henry morreu por acidente ou se ele foi vítima de violência, já que o laudo do IML apontou lesões graves no corpo da criança. Os peritos acreditam na hipótese de agressão, já que ele sofreu hemorragia interna e laceração hepática provocada por ação contundente.
No dia 17 de março Monique e Jairinho prestaram seus depoimentos. No dia anterior, os dois estiveram no apartamento de seu advogado, Andre França Barreto, e ensaiaram suas respostas. Ambos afirmaram no depoimento que colocaram Henry para dormir no quarto do casal e foram assistir televisão em outro quarto. Quando Monique voltou ao quarto do casal, deparou-se com Henry caído no chão. Ela chamou Jairinho que, de acordo com seus depoimentos, estava no banheiro nesse momento, e foram ao hospital. 
No dia seguinte, 18 de março, prestou depoimento Thayna de Oliveira Ferreira, babá de Henry. Ela afrmou que nunca presenciou anormalidades na familia e que, ao dar banhos em Henry, nunca viu qualquer marca de violência. Depois da prisão do casal, Thayna deu outro depoimento, contradizendo o que disse no primeiro, e relatou casos de violencia cometidos por Jairinho contra Henry. 
No dia 29 de março foram cumpridos mandados de busca e apreensão contra Jairinho, Monique e Leniel. Eles forneceram a senha de 11 aparelhos celulares recolhidos. No celular de Monique foram encontradas conversas com a babá. Esta contava a Monique as agressões que Jairinho estava cometendo contra Henry. O conhecimento dessas conversas provocou o pedido de prisão temporária do casal e a apreensão do celular da babá. Foi alegado que as conversas reveladas demonstraram a existência de agressões frequentes contra Henry, e que Monique não afastou o filho do agressor. Ademais, ficou evidente que a babá havia mentido no seu primeiro depoimento.
No final de março, 12 pessoas já tinham sido ouvidas como testemunhas, incluindo as três médicas pediatras que o atenderam no hospital. Elas afirmaram que o menino já chegou morto ao local.

### Réus

#### Doutor Jairinho
Jairo Souza Santos Junior, conhecido como Dr. Jairinho, é um médico e político, atualmente sem partido, após expulsão do Solideriedade. Eleito vereador do Rio de Janeiro em 2004, conseguiu se reeleger em 2008, 2012, 2016 e 2020, sendo cassado deste último mandato devido quebra de decoro parlamentar.
Dr. Jairinho era figura conhecida do Legislativo carioca, tendo sido líder do governo de Marcelo Crivella (Republicanos) na legislatura 2017-2020, e filho de um ex-deputado estadual, o policial Coronel Jairo, que foi preso em 2018 pela Operação Furna da Onça, suspeito de receber mesada para aprovar projetos de interesse do governo de Sérgio Cabral (MDB).
Em 2004, Dr. Jairinho foi eleito pela primeira vez, aos 27 anos, e foi o vereador mais votado do PSC, com 24 mil votos. No pleito seguinte, em outubro de 2008, foi reeleito para o segundo mandato, com 23 880 votos. Nesse período, Dr. Jairinho assumiu como principal proposta a luta por um ensino de qualidade no município do Rio, ao ser autor dos decretos que suspenderam a aprovação automática nas escolas da rede municipal. Ao assumir o cargo, o prefeito Eduardo Paes revogou a aprovação automática nos dois últimos ciclos do Ensino Fundamental. Em 2012, pelo PSC, Dr. Jairinho garantiu novo mandato, com 43 mil votos. Em 2016, já no PMDB, foi reeleito para o cargo de vereador, ao receber os votos de 26 mil cariocas. Em 2020, Jairinho foi o 28º mais votado dentre os 51 vereadores eleitos no Rio de Janeiro no ano de 2020. Em 11 de março de 2021, três dias após a morte do menino Henry, Jairinho passou a integrar o Conselho de Ética e Decoro Parlamentar. Acabou por ter o seu mandato cassado em 30 de junho de 2021 por unanimidade (49 votos a favor dos 51 eleitos, Dr. Gilberto (PTC) apresentou licença médica), sendo o primeiro vereador da história da câmara municipal do Rio de Janeiro a perder o mandato por deliberação de outros vereadores. Jairinho está detido no presídio Bangu 8, onde também se encontra preso Roberto Jefferson, político e pai de sua ex-namorada Cristiane Brasil.

#### Monique Medeiros
Monique Medeiros Costa e Silva de Almeida, de 32 anos, nasceu e cresceu em Bangu, na Zona Oeste do Rio de Janeiro, filha mais velha de uma professora e de um funcionário civil da Aeronáutica. Na mesma região, cursou colégios particulares durante a infância e a adolescência.
Cursou Letras (Português/Literatura) na Universidade Federal do Rio de Janeiro (UFRJ), e nesse período, conheceu o engenheiro Leniel Borel de Almeida. Os dois começaram a namorar e, logo depois, ela foi morar na cobertura dele, no Recreio dos Bandeirantes. Leniel passou então a pagar a mensalidade de uma faculdade particular em um shopping para a Monique, onde ela terminou a graduação.
Em 2011, Monique foi aprovada em um concurso público da Secretaria municipal de Educação (SME), e passou a dar aulas para turmas de Ensino Infantil da Escola Ariena Vianna da Silva, em Senador Camará, onde, sete anos depois, ascendeu à diretora. Nessa ocasião, Henry, fruto da união com Leniel, tinha 2 anos. E o casamento, abalado pelo trabalho do engenheiro em uma multinacional, onde chegava a ficar três semanas embarcado, já dava sinais de desgaste. Algum tempo depois, Leniel foi demitido, a situação financeira do casal apertou. Eles foram morar em Bangu, no terreno de 360 metros quadrados, herdado pela mãe de Monique, da avó já falecida.
Com a recolocação profissional de Leniel, os três acabaram retornando ao Recreio, onde estavam no início da pandemia do coronavírus. O trabalho remoto permitiu a união da família, mas, segundo o engenheiro, o relacionamento não resistiu: "Acabou que passei a fazer 18, 20 reuniões por dia. Quase não nos falávamos e eu só conseguia brincar com o Henry à noite, já cansado. Isso acabou por nos afastar ainda mais. A partir daquele momento, nossa relação desandou de vez e ela pediu a separação logo depois", contou, em entrevista ao jornal O Globo.
Em meados de 2020, Monique, mais uma vez, foi com Henry para Bangu, e lá, contou ter conhecido o Dr. Jairinho, durante um almoço profissional no centro comercial Village Mall, em agosto. Um mês depois, eles começaram a namorar e, em novembro, decidiriam morar com o menino num apartamento alugado no condomínio Majestic, em Jacarepaguá. Foi nessa época que a professora foi cedida ao Tribunal de Contas do Município, e viu seu salário pular de R$ 4 mil para R$ 16.500.

### Depoimentos
No dia 2 de abril, a revista Veja revelou, em detalhes, a existência de outras duas crianças agredidas, filhas de duas ex-namoradas de Jairo. Uma delas afirmou que o vereador agrediu sua filha quando os dois estiveram juntos, oito anos antes da morte de Henry. A menina, hoje com 13 anos de idade, foi ouvida pela polícia e relatou que as agressões eram frequentes. A polícia também descobriu que a menina vomitava e chorava quando Jairo ficava com ela e a mãe, mesmas reações de Henry quando voltava para a casa da mãe.
Já a outra mulher negou as agressões ao filho em primeiro depoimento prestado à polícia. Mas uma amiga da família localizada pela revista contou que o menino em questão era uma criança alegre que mudou de comportamento, e que ele foi visto por diversas vezes "chorando e tremendo" só de ouvir o nome de Dr. Jairinho. Segundo a mulher detalhou, a criança retornou de um dos passeios com o político com a perna quebrada na altura do fêmur. Quinze dias depois, a mãe do menino mudou sua versão à polícia e confessou que Jairinho pisoteou seu filho em uma sessão de tortura. Ela também relatou episódios em que o ex-vereador a dopou e a espancou.
O pai de Henry, Leniel, disse à revista Veja que não tinha dúvidas do envolvimento de Jairo na morte do filho, e que quer ser ouvido novamente pela polícia. Ele também relatou que Jairo lhe disse: "Vamos virar essa página. Vida que segue. Faz outro filho”. Segundo Leniel, a avó materna da criança, Rosângela Medeiros, sabia das agressões contra o menino, mas omitiu isso em suas declarações prestadas à polícia. Perguntada se ela havia questionado a filha sobre a morte de Henry, Rosângela disse que sim, mas "que para se poupar, não quis saber maiores detalhes e não se lembra se algum detalhe lhe foi contado”.
A Polícia Civil do Rio de Janeiro (PCERJ) confirmou, posteriormente, a agressão às outras duas crianças, e Jairinho se tornou réu por tortura majorada nos dois outros casos.

#### Contradições
Em 24 de março, a faxineira do casal, Rosângela, contradisse um depoimento da mãe da criança, que havia dito que a faxineira não sabia da morte do menino. Segundo Rosângela, Monique falou que o menino havia falecido e que lhe disse, na hora do almoço, para ela tirar o dia de folga. Àquela hora, Rosângela já tinha limpado o apartamento antes da perícia ser realizada.
Jairo também deu uma versão diferente da de Monique, dizendo que ao chegar em casa por volta de 10h, ele encontrou Monique, a empregada e uma assessora conversando, e que a namorada havia contado para Rosangela o que tinha acontecido.

### Reconstituição
No dia 1º de abril, a polícia realizou uma reconstituição do caso, mas tanto a mãe como o padrasto não compareceram. Ambos então já eram suspeitos da morte do menino.

### Prisão temporária dos réus
Jairo e Monique foram presos temporariamente no dia 08 de abril de 2021, por atrapalhar as investigações e por ameaçar testemunhas para combinar versões. No mesmo dia, a Polícia Civil, em uma coletiva de imprensa, detalhou que o casal, ao saber da chegada da polícia, havia jogado os celulares pela janela. Em um dos dispositivos de Monique foi encontrado, através de um software, já que as conversas haviam sido excluídas do aparelho, uma conversa de fevereiro, na qual a babá Thayná Ferreira relatava as queixas e machucados de Henry à mãe, inclusive que o menino havia relatado uma agressão no mesmo mês que o havia deixado mancando. A babá também relatou que Jairo ameaçava Henry dizendo "(...) eu vou te pegar. Você está atrapalhando a vida da sua mãe". Foi divulgado que houve omissão por parte de Monique, já que os depoimentos dados não condiziam com a verdade, sendo que ela preteriu a proteção do cônjuge em vez do próprio filho.
Além disso, o Ministério Público disse que a hipótese de acidente, defendida pela mãe, para a morte do menino foi descartada já no início da investigação, após ter sido constatado pelos investigadores que Henry fora assassinado com emprego de tortura e sem chance de defesa. De acordo com o delegado Henrique Damasceno, responsável pela investigação "Não resta a menor dúvida, em relação aos elementos que nós temos, sobre a autoria do crime, dos dois". De acordo com ele, Jairinho cometeu as agressões que mataram o garoto e Monique fora conivente. Os dois respondem por homicídio triplamente qualificado e tortura da criança, além de coação no curso do processo.

#### Exoneração do diretor do presídio
Em 14 de abril de 2021, a Secretaria de Administração Penitenciária do Rio de Janeiro (Seap) informou que o diretor da cadeia pública José Frederico Marques, localizada em Benfica, na Zona Norte do Rio, pediu exoneração após denúncias de regalias durante a passagem de Jairinho e de Monique Medeiros, pela unidade. As denúncias foram divulgadas no dia 12, no programa SBT Rio, onde foi afirmado que ambos não teriam ido para celas. Jairinho teria ficado na sala de um diretor durante o tempo em que ficou na unidade, e Monique, em uma outra sala. Ainda segundo a emissora, o casal teria almoçado a mesma comida do diretor, e não o cardápio oferecido aos presos.
De acordo com a Seap, o diretor pediu afastamento do cargo "após discordar das denúncias de supostos privilégios". A instituição acrescentou ainda que todas as imagens de câmeras de segurança do local já haviam sido encaminhadas ao Ministério Público do estado do Rio. Questionada pelo jornal EXTRA, a secretaria não respondeu se alguma investigação fora aberta dentro da própria instituição para apurar as denúncias. Fontes da Seap afirmam que foi feita uma apuração preliminar, com análise das imagens das câmeras, sem que qualquer irregularidade tenha sido detectada.

### Celular de Jairinho
Além das conversas registradas pela babá Thayna com Monique e parentes, nas quais ela narra as agressões pelas quais Henry passava, o telefone celular de Dr. Jairinho trouxe algumas revelações. Antes da prisão, o colunista Lauro Jardim, do jornal O Globo, mostrou que o político ligou para o governador Cláudio Castro (PL) horas após a morte da criança - a conversa ocorreu antes da imprensa divulgar o caso - para contar sua versão e perguntar o que a polícia faria. O governador, por sua vez, informou que caberia à polícia a investigação. Porém, segundo uma investigação da revista Veja sobre o conteúdo do aparelho telefônico, o político tentou acionar o governador do Rio de Janeiro em pelo menos cinco ocasiões. "Ele pode ter ligado, mas não atendi”, declarou Castro, que não compareceu à Câmara de Vereadores do Rio para explicar a primeira ligação no curso do processo de cassação do mandato de Jairinho. A revista mostrou, ainda, que o ex-vereador usou seu poder e prestígio na tentativa de abafar o crime - acionando sua rede de políticos, de ex-namoradas e até do ex-prefeito Marcelo Crivella, do qual foi líder de governo na Câmara. Houve, também, um apagamento em massa das mensagens no celular relativas ao período entre 8 de março (madrugada em que Henry foi morto) e 12 do mesmo mês. A assistência de acusação de Leniel Borel, pai de Henry, pediu à 2ª Vara Criminal que os peritos policiais recuperem essas mensagens, o que foi legalmente autorizado em 16 de novembro.

## Denúncia
O promotor Marcos Kac, do Ministério Público do Rio de Janeiro (MPRJ), ofereceu denúncia contra Jairinho e Monique no dia 6 de maio de 2021, alegando que, além de serem responsáveis pela morte da criança, eles também cometeram fraude e coação processual. Também pediu a conversão de ambas as prisões de temporárias para preventivas. A denúncia foi aceita pela 2ª Vara Criminal do Tribunal de Justiça do Rio de Janeiro (02VCRI/CP).
No dia seguinte, a revista Veja publicou uma investigação mostrando um esquema milionário de Dr. Jairinho para acobertar a posse de imóveis, em uma série de transações que sugerem manobras de ocultação de patrimônio e lavagem de dinheiro, inclusive com o uso de laranjas, no valor de, ao menos, R$ 8 milhões não declarados à Justiça Eleitoral. A reportagem investigativa da revista foi anexada ao aditamento da denúncia, feito pelo promotor do MP-RJ Fábio Vieira, no qual ele pede ao juízo as quebras de sigilos fiscal e bancário de Jairinho e de Monique, além de uma indenização de R$ 1,5 milhão ao pai de Henry, Leniel Borel, pelo assassinato da criança. Em 4 de outubro, a juíza Elizabeth Machado Louro autorizou as quebras de sigilos dos dois réus.

## Repercussão

### Câmara Municipal do Rio de Janeiro
No dia em que foi preso temporariamente, 8 de abril de 2021, Dr. Jairinho, único vereador eleito pelo Solidariedade na Câmara Municipal do Rio de Janeiro (CMRJ), foi sumariamente expulso pela legenda. A agremiação também informou que Dr. Jairinho, antes da prisão, já estava licenciado e afastado das atividades partidárias. No mesmo dia, a Câmara Municipal do Rio anunciou por nota a imediata suspensão do salário do vereador Dr. Jairinho, conforme prevê o Regimento Interno da Casa, e que o Conselho de Ética e Decoro Parlamentar da Câmara dos Deputados, analisaria, em reunião, a situação do vereador. Por fim, o presidente da Câmara, Carlo Caiado (DEM), anunciou que pediria naquele mesmo dia, o afastamento de Jairinho da Casa.
Em 14 de abril de 2021, a juíza Mirela Erbisti, da 3ª Vara de Fazenda Pública do Rio negou, em caráter liminar, o pedido de suspensão imediata do vereador Dr. Jairinho das atividades parlamentares na Câmara, argumentando que, por maior que seja o clamor social por justiça, a liminar em questão esbarra em dois princípios inafastáveis, ao da "separação de poderes" e o da "presunção de inocência". Para fundamentar sua decisão, a magistrada citou o artigo 5º da Constituição, que estabelece que "ninguém será considerado culpado até trânsito em julgado da sentença penal condenatória".
Um dia antes, em 13 de abril de 2021, a Mesa Diretora da Câmara Municipal do Rio de Janeiro desistiu de pedir o afastamento do vereador Dr. Jairinho, orientada pela Procuradoria da Casa, para evitar uma batalha judicial que, adiante, poderia mantê-lo como integrante do colegiado. A nova orientação foi aguardar que a prisão temporária decretada contra o vereador, com prazo de 30 dias, o fizesse perder as sessões regulares da comissão e, assim, ele seria excluído do órgão por faltas, seguindo os termos do regimento, que estabelece em seu artigo 64: "Os membros das comissões permanentes serão destituídos caso não compareçam a cinco reuniões ordinárias consecutivas".

#### Cassação de mandato
Em 30 de junho de 2021, o mandato de Jairinho foi cassado, sendo o primeiro vereador da história da Câmara Municipal carioca a ter um mandato cassado por decisão dos seus pares.

### Ana Carolina Oliveira
Em 13 de abril de 2021, em entrevista à revista Piauí, Ana Carolina Oliveira, mãe de Isabella Nardoni, a menina de cinco anos de idade morta pelo pai e pela madrasta em 2008, afirmou ter mandado mensagem ao pai de Henry, Leniel. Em depoimento ao jornalista João Batista Jr., Ana Carolina disse ter ficado "bastante comovida" com o caso, e "muito tocada pela brutalidade e pelas coincidências" com o que viveu. Após ter assistido uma entrevista da mãe e do padrasto de Henry ao repórter Roberto Cabrini, exibida em dia 21 de março, na Record TV, ela firma que sentiu "frieza, uma emoção falsa e versão combinada dos fatos," por parte dos entrevistados. Em 9 de abril de 2021, ela contatou Leniel dizendo que "muitas pessoas estão neste momento mandando mensagens, assim como aconteceu comigo com a morte da minha filha" e que "toda manifestação de solidariedade é bem-vinda, evidentemente, mas tem diferença quando compartilhamos uma história muito parecida. Expliquei para ele que essa comoção enorme que tem causado na vida das pessoas deve ter um propósito, seja para pressionar as autoridades por busca de Justiça e por alguma mensagem que o Henry quer passar." Em reposta, Leniel lhe disse: "Você não sabe como suas palavras são importantes neste momento. Está sendo muito difícil. Não paro de pensar no meu filho. Além do meu filho, eles levaram a minha paz."

### Homenagens
Em 10 de abril de 2021, artistas cariocas retrataram o menino Henry Borel como um anjo em um muro no Rio, usando a técnica da grafite. Oito dias antes, o pai do menino disse: "Meu filho era um anjo." Já o padrasto, o Dr. Jairinho, e a mãe, Monique Medeiros, foram retratados atrás de Henry como demônios pelos artistas.

### Lei
Em 2022, o caso motivou a criação de uma Lei Federal 14.344, também conhecida como Lei Henry Borel, que alterou o Código Penal, ampliando o rol dos crimes de homicídios qualificados, passando a prever como conduta qualificadora o homicídio contra menores de catorze anos, e também classificando a conduta como hedionda. Além de ter tornado a punição mais rigorosa, também foram criadas medidas protetivas específicas para crianças e adolescentes vítimas de violência doméstica. A lei foi sancionada sem vetos.

## Julgamento de Jairinho e Monique
A primeira audiência do Caso Henry Borel, em 6 de outubro, foi marcada pela terceira mudança de versão da babá Thayna de Oliveira Ferreira. Em seu primeiro depoimento à polícia, ela descreveu a relação de Jairinho e Monique com Henry como "harmoniosa". Porém, ao vasculhar os celulares apreendidos, a polícia descobriu prints de conversas entre Monique e Thayna, na qual a cuidadora narrou à mãe da criança, em tempo real, uma sessão de tortura de Jairinho contra Henry. Devido à contradição, Thayna foi indiciada pela polícia por falso testemunho. Quatro dias após a prisão de Jairinho e Monique, em 12 de abril, a babá retornou à delegacia e modificou sua versão, informando que Henry havia sido agredido em pelo menos três ocasiões, e que tanto Monique quanto a avó da criança, Rosângela Medeiros, souberam dos espancamentos. Na audiência de 6 de outubro, no entanto, Thayna mudou novamente a versão apresentada em juízo: declarou que jamais havia presenciado Jairinho bater no menino, e acrescentou que se sentiu manipulada por Monique. "Me senti usada em que sentido? No sentido de que ela vinha, contava, tentava me mostrar o monstro do Jairinho e eu ficava com todas as coisas ruins na minha cabeça. Era tudo suposição da minha cabeça. Eu nunca vi nenhum ato [de violência de Jairinho contra Henry]”. Contudo, além das conversas registradas com Monique e parentes, nas quais relatou as agressões que Henry sofria por parte do padrasto, a babá também gravou um vídeo no qual o garoto aparece mancando após sair do quarto onde estava trancado com Jairinho.
Outras duas testemunhas-chave da acusação não compareceram no tribunal: a empregada doméstica Leila Rosângela Mattos, que trabalhava na casa do ex-vereador e da mãe de Henry, e a cabeleireira Tereza Cristina dos Santos, que viu a criança relatar as agressões em uma chamada em vídeo, em fevereiro, enquanto a mãe estava no salão de beleza. A revista Veja mostrou que Leila passa roupas na casa de Coronel Jairo, pai de Jairinho, aos sábados. "Esse é um assunto chato, que perturba, entendeu? Estou aproveitando que as pessoas se esqueceram de mim”, declarou a empregada doméstica. Tereza, por sua vez, não quis falar com a revista, mas disse a interlocutores que já disse à polícia tudo o que tinha para contar. No entanto, em novembro, a juíza Elizabeth Machado Louro reconvocou as duas para comparecer no tribunal. As próximas audiências do Caso Henry serão nos dias 14 e 15 de dezembro, nos quais as duas e outras testemunhas das defesas de Jairinho e Monique devem ser ouvidas.